# Slovinky
Slovinky (allemand : Höfen in der Zips) est un village de Slovaquie situé dans la région de Košice.

## Histoire
Première mention écrite du village en 1368.

## Démographie

### Évolution de la population
| Année:               | 1994. | 2004.   | 2014.   | 2024.   |
| -------------------- | ----- | ------- | ------- | ------- |
| Nombre de personnes: | 1778  | 1873    | 1893    | 1800    |
| Différence:          |       | +5,34 % | +1,06 % | -4,91 % |

| Année:               | 2023. | 2024.   |
| -------------------- | ----- | ------- |
| Nombre de personnes: | 1808  | 1800    |
| Différence:          |       | -0,44 % |